# Peer Steinbrück
Peer Steinbrück (Hamburgo, 10 de enero de 1947) es un conocido político alemán, perteneciente al Partido Socialdemócrata de Alemania (SPD) e identificado como un destacado miembro del ala conservadora del partido.
Entre 2005 y 2009 fue ministro de finanzas durante el primer gabinete de la canciller demócrata-cristiana, Angela Merkel, en lo que se llamó el Gobierno de la Gran coalición formada por el SPD y la CDU. Anteriormente ha ocupado otros puestos en los gobiernos regionales, llegando a ser Ministro-Presidente de Renania del Norte-Westfalia en el periodo 2002-2005. Es especialmente conocido entre el público alemán por sus deslices verbales, que en más de una ocasión han provocado numerosas críticas. Fue el candidato a canciller alemán para las elecciones federales de septiembre de 2013, pero tras el fracaso cosechado en las urnas presentó la dimisión de todos los cargos que ocupaba.

## Biografía

### Primeros años y carrera política
Nacido en Hamburgo durante la ocupación aliada, es hijo de madre danesa. En 1968 y 1969, él fue oficial de la reserva en el Bundeswehr. En 1969, se unió a las filas del Partido socialdemócrata (SPD) y, tiempo después, realizó los estudios de economía y sociología en la Universidad de Kiel. Después de la graduación Steinbrück trabajó para numerosos ministerios y, entre 1978 y 1981, en la oficina del Canciller alemán Helmut Schmidt. Durante los años 80, fue jefe de gabinete del ministro-presidente de Renania del Norte-Westfalia, Johannes Rau. 
En 1993, Steinbrück se hizo cargo del Ministerio de Economía e Infraestructuras del estado de Schleswig-Holstein, y en 1998 volvió a Renania del Norte-Westfalia, donde ocupó los cargos de Ministro regional de Economía (1998-2000), Ministro regional de Hacienda (2000-2002) y desde noviembre de 2002 hasta mediados de 2005 fue el Ministerpräsident del estado. En esta época lideraba un gobierno de coalición entre el SPD y Alianza 90/Los Verdes. Sin embargo, en las elecciones regionales de 2005 perdió frente al candidato de la Unión Demócrata Cristiana (CDU), Jürgen Rüttgers, y pasó a la oposición.

### Ministro de Finanzas
Después de las Elecciones federales de 2005, el SPD y la CDU formaron la llamada Gran coalición gubernamental bajo el liderazgo de la nueva Canciller cristiano-demócrata Angela Merkel. Peer Steinbrück se convirtió en el nuevo Ministro de Finanzas alemán. Dentro del SPD, generalmente es considerado un miembro del ala más conservadora del partido. Nada más llegar al ministerio anunció un ambicioso plan de privatizaciones, según el cual, hasta 2009 esperaba poner en venta numerosas propiedades estatales por un valor 54.000 millones. Ya entonces anunció el proyecto de privatizar la compañía estatal de ferrocarriles, la Deutsche Bahn (DB).
A comienzos de 2008 autorizó la compra de un CD que contenía una amplia información sobre defraudadores y evasores fiscales alemanes con cuentas bancarias en Suiza, una operación que el propio Steinbrück se mostró muy satisfecho. Las investigaciones sobre la evasión fiscal también alcanzaron a los bancos de Liechtenstein. A pesar de haber recibido críticas por aquella compra, comentó al respecto:

"He invertido cuatro millones de euros y voy a recuperar 300. Es sensacional".

Tras el inicio de la Crisis económica mundial, ésta también golpeó a Alemania desde el comienzo. El banco bávaro Hypo Real Estate pronto se vio afectado por las dificultades financieras y el 28 de septiembre de 2008 tuvo que ser rescatado por el estado alemán y otras entidades bancarias, bajo iniciativa del Ministerio de finanzas. Paradójicamente unas semanas antes, con motivo de la quiebra de Lehman Brothers, Steinbrück había anunciado ante el parlamento la solidez del sistema bancario alemán. A finales de aquel 2008, el ministro desató una nueva polémica cuando cargó duramente contra las políticas keynesianas del Gobierno británico durante una entrevista sobre política económica en la revista Newsweek, en la que manifestó un gran escepticismo sobre la eficacia de grandes paquetes de estímulo fiscal y criticó el consiguiente aumento de la deuda pública. También se mostró como un acérrimo crítico con el secretismo de los Bancos suizos, críticas que en 2009 acabaron provocando algunas tensiones diplomáticas entre Alemania y Suiza.
En mayo de 2009 el Gobierno alemán aprobó a iniciativa de Steinbrück la creación de lo que popularmente se ha denominado Bancos malos, en realidad una ley que permitía a los bancos deshacerse de sus activos inmobiliarios "tóxicos" sin por ello resultar afectadas las finanzas públicas.

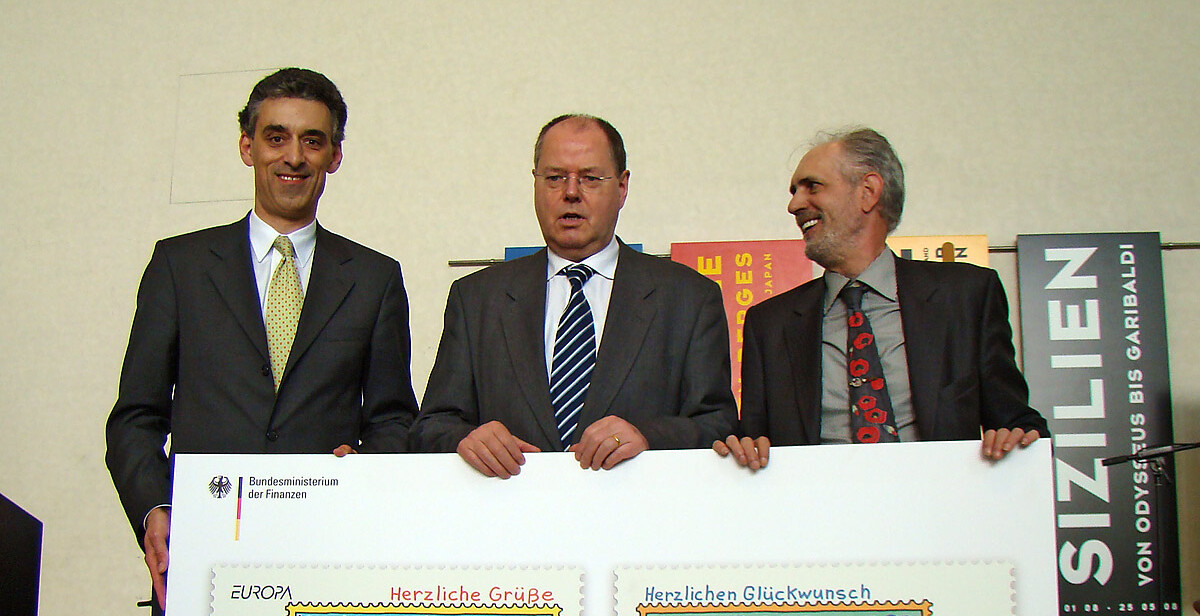
Steinbrück en la campaña de presentación para los nuevos sellos del "Deutsche Post" (2008).

Tras las Elecciones federales de 2009, la CDU de Angela Merkel obtuvo la mayoría parlamentaria y pudo gobernar en solitario, por lo que el SPD y sus ministros salieron del gobierno. Fue sustituido al frente del ministerio por el conservador Wolfgang Schäuble.

### Candidato a la Cancillería federal
Desde las elecciones de 2009 es diputado en el Bundestag de Alemania, y posteriormente ha destacado como uno de los candidatos potenciales a canciller en las siguientes elecciones federales. Finalmente, el 28 de septiembre de 2012 fue designado candidato del SPD para las elecciones federales de septiembre de 2013. Poco antes de su elección, Steinbrück ya había dejado claro que no volvería a formar una nueva gran coalición con la CDU de Merkel.
El 22 de septiembre de 2013 se celebraron las elecciones y el SPD obtuvo solo un 25.7% de los votos, lo que constituía su segundo peor resultado en unas elecciones desde la fundación de la República Federal Alemana en 1949. Merkel por el contrario obtuvo un 41.5% de los votos y se quedó a 5 escaños de lograr la mayoría absoluta en el Bundestag. Steinbrück admitió el alcance de la derrota, pero descartó la posibilidad de formar una alianza tripartita de izquierdas junto a "Los Verdes" y Die Linke. Finalmente, en parte por los resultados y en parte por la posibilidad de que el SPD formara una coalición de gobierno con la CDU, presentó la dimisión de todos sus cargos.

## Controversias

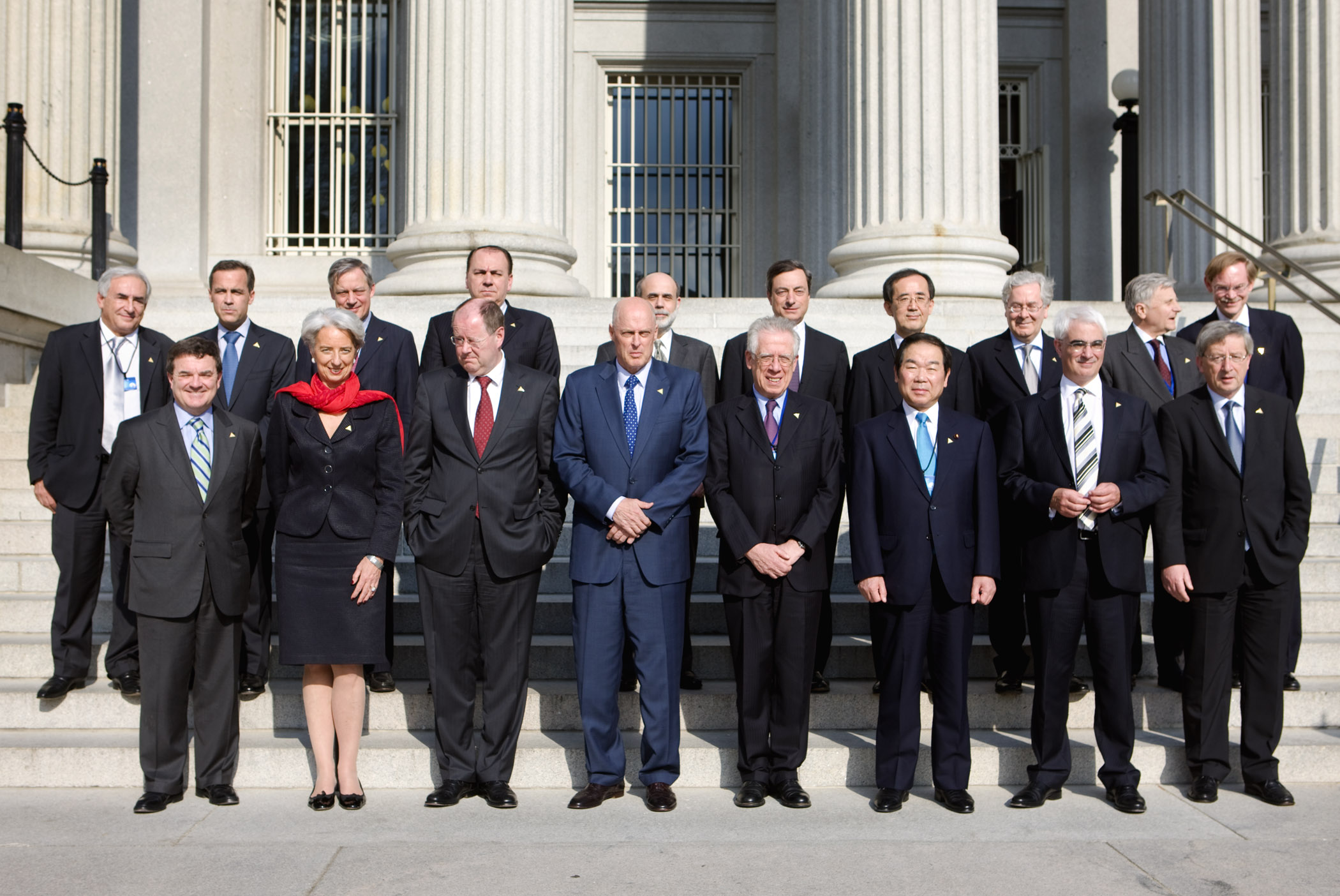
Steinbrück junto a otros ministros de hacienda en una cumbre del G7 en 2008.

Steinbrück es conocido en Alemania por haber realizado algunos comentarios polémicos.
En 2009, cuando ejercía como Ministro de finanzas, hizo un comentario en el que hablaba de enviar a la caballería a Suiza y criticó las facilidades que los bancos helvéticos han mostrado con los evasores fiscales alemanes.
En otoño 2012 tuvo que hacer frente a numerosas críticas ante las acusaciones de lucro al haber cobrado importantes sumas de dinero en conferencias que impartió en el pasado, muchas de ellas financiadas por bancos y grandes corporaciones. A finales de año volvió a crear otra polémica cuando, durante una entrevista en el periódico "Frankfurter Allgemeine", manifestó que Angela Merkel le superaba en las encuestas electorales y contaba con un gran apoyo popular porque tiene un plus femenino.
El 26 de febrero de 2013 comentó que estaba horrorizado de que dos payasos hubieran ganado las elecciones generales italianas celebradas unos días antes. Steinbrück se refería en realidad al importante apoyo electoral recibido tanto por Silvio Berlusconi como por Beppe Grillo, aunque en realidad las elecciones no dieran un vencedor claro. En reacción a aquel comentario, el presidente italiano Giorgio Napolitano canceló la cena que tenía prevista celebrar en Berlín junto a Steinbrück.